# 코일

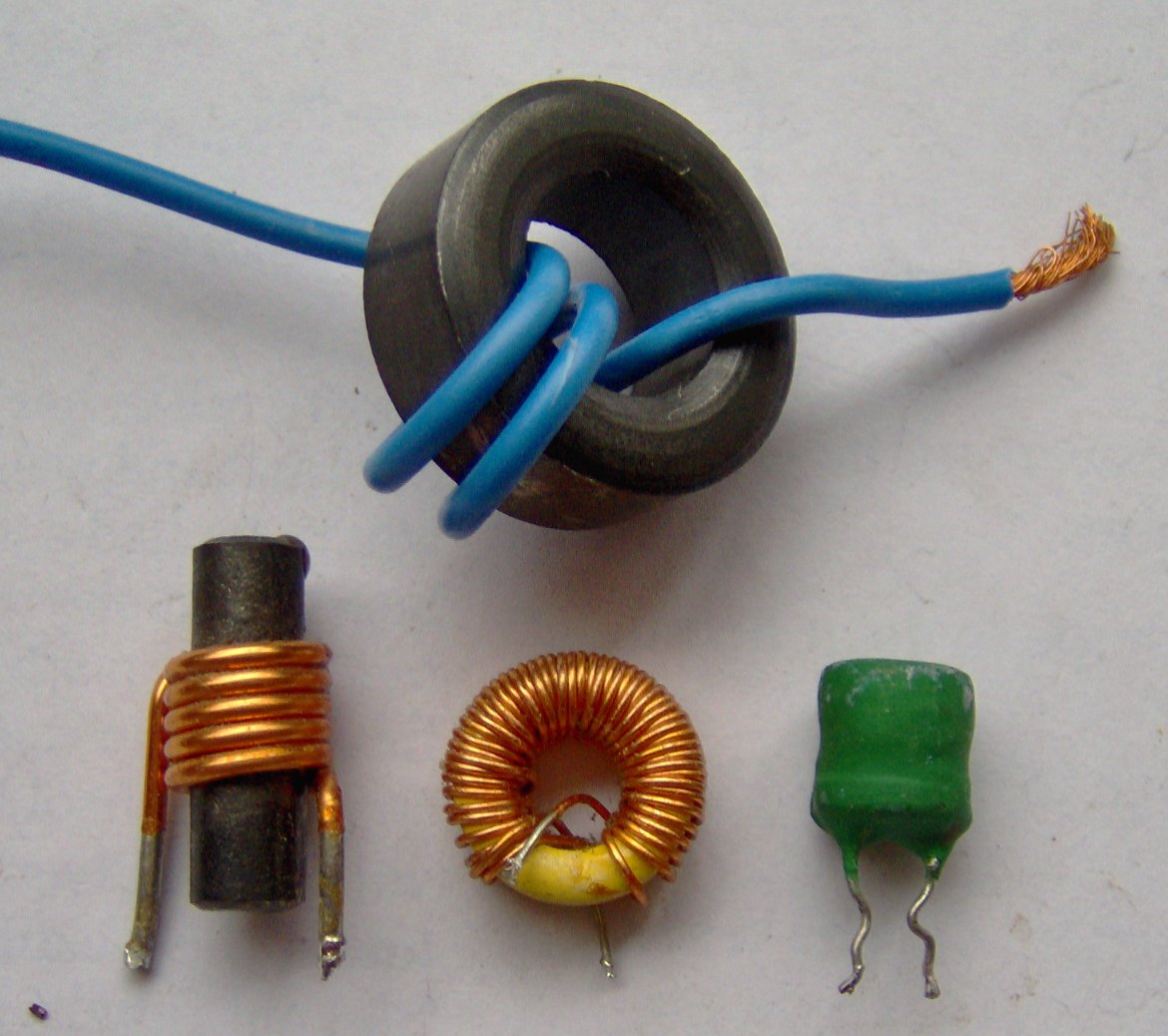
코일 소자

코일(coil)이란 인덕턴스를 가진, 전선을 감은 꼴의 수동 소자이다. 인덕터(inductor)나 선륜(線輪)이라고도 한다. 전자기 유도에 의한 자력선을 사용하기 위해 전선으로 감은 것을 권선이라고 한다.

## 종류

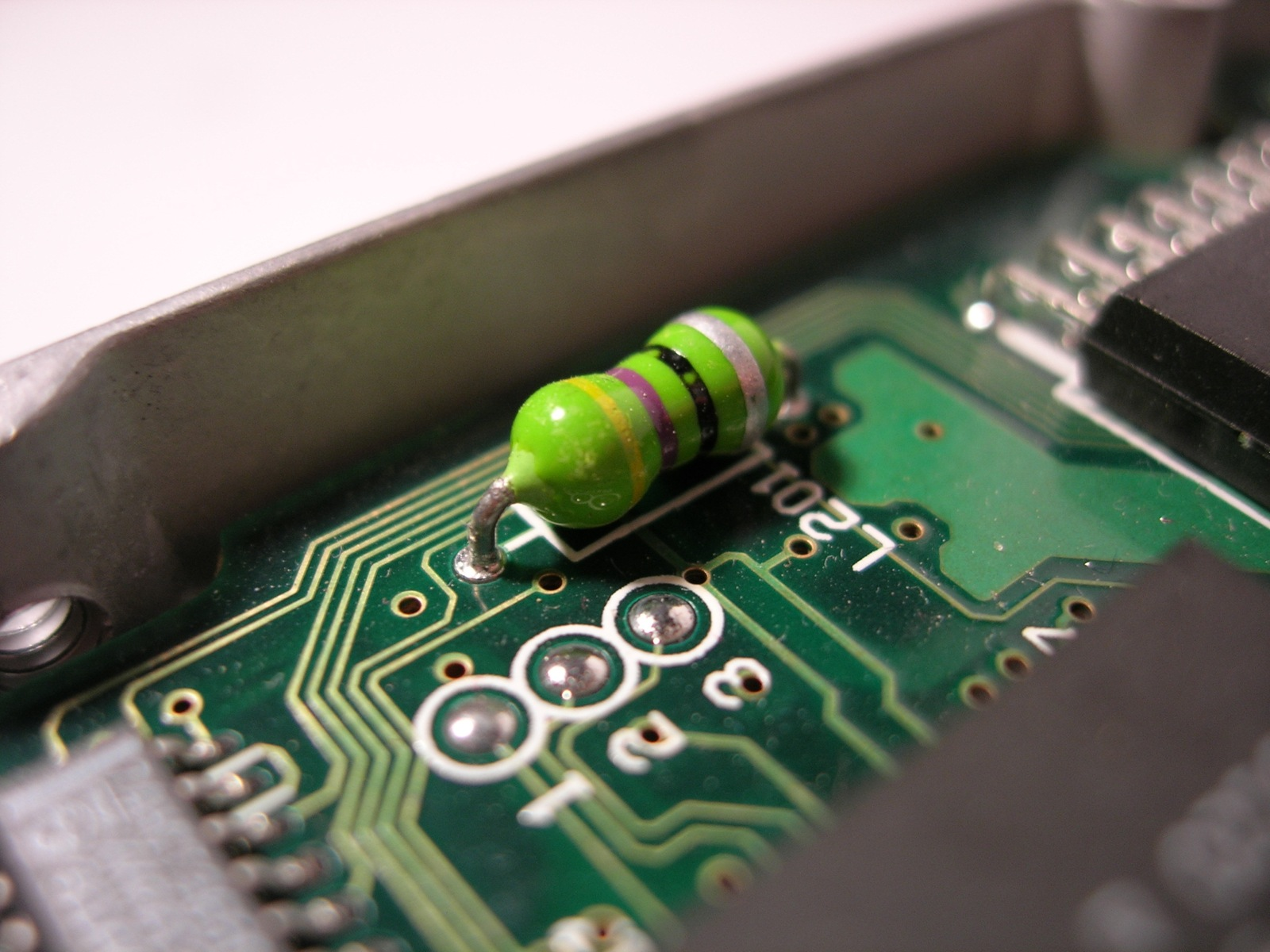
하드 디스크의 내부에 부착된 액시얼리드형 코일. 겉면의 색을 읽어보면 이 코일은 대략 41μH의 유도 계수를 갖고 있으며 오차는 10%내외이다.(유도 계수는 36.9 ~ 45.1μH 범위를 가짐)

### 공심 코일
전선을 원통형태로 감아서 원통 내부가 비어 있거나 베이클라이드 같은 비자성체로 전선을 보관 유지하는 코일이다. 내구력이 크고 유도 계수가 작기 때문에 주로 고주파용으로 사용된다. 주위의 물체나 코일의 간격(피치)로 인하여 유도 계수가 변동되기 쉽다. 그리고 원형판 주위에 홀수각으로 깎아서 전선을 감은 평면상의 코일이 있으며 이것은 거미집의 형태와 비슷해서 스파이더 코일이라고 부른다.

### 코어 코일
막대기형, E자형, 북 모양 같은 코어(철심)에 권선을 감은 코일이다. 코일의 재질은 페라이트를 이용하는 것이 많다. 저항기와 같은 직선 모양의 양단에 리드선이 나와있는 코일의 형식이 있으며, 이를 마이크로인덕터(microinductor)라 부른다. 고주파용 코일은 원통형 보빈(bobbin)에 전선을 감아서 내부 코어를 드라이버로 움직여서 유도 계수를 조정하는 것도 있다. 대전류 전원 회로는 변압기와 같은 규소강판도 사용되며 이를 초크 코일이라고 부른다.
코어에 사용되는 재질은 다음과 같은 종류가 있다.
- 페라이트
- 더스트 코어: 압축 자심재라고도 한다. 금속을 분말로 만들어서 절연 처리 후 가압 성형한 것이다.
  - 카보닐 철 Fe(CO)5
  - 몰리브덴 파마 로이（몰리브덴, 니켈, 철）
  - 센다스트（규소、알루미늄、철）

### 원환 코일(링 코일)
원환 꼴의 강자성체에 권선을 감은 코일이다. 이것에 이용하는 도넛형의 코어를 토로이덜 코어(toroidal core)라 부르며, 단독으로 시판되고 있다. 코어의 투자율에 의해서 구분된 권수와 유도 계수의 관계를 나타내는 도표는 제조사에서 공개하고 있다. 코일의 권수는 도넛 구멍을 지나는 전선수를 의미한다. 주위 물체의 영향을 받지 않고 누설 자속이 적으며 유도 계수의 안정성 및 재생성이 높아서 고주파 회로에 널리 사용된다.

## 인덕턴스 공식
코일의 인덕턴스를 구하는 공식은 다음과 같다.
선 (직선 모양이거나 곡률이 매우 작은 원호상의 도선)
{\displaystyle L({\rm {\mu H}})=0.002l\left(2.303\log _{10}4l/d-1+\mu /4\right)}
1회 권선 코일
{\displaystyle L({\rm {\mu H}})=4\pi R\left(2.303\log _{10}16R/d-a\right)\times 10^{-3}}
여기서 {\displaystyle d}는 도선의 직경(cm), {\displaystyle l}는 길이(cm), {\displaystyle \mu }는 주변의 투자율, {\displaystyle R}은 코일의 반경(cm), a는 정수(고주파에서 2.00)이다.
권수가 많은 코일의 인덕턴스는 더 복잡한 식으로 이용하여 인덕턴스를 구하는 경우가 많다.

## 같이 보기
- 변압기
- 검파
- 안테나
- 용수철
- 뫼비우스 코일